# 菫色

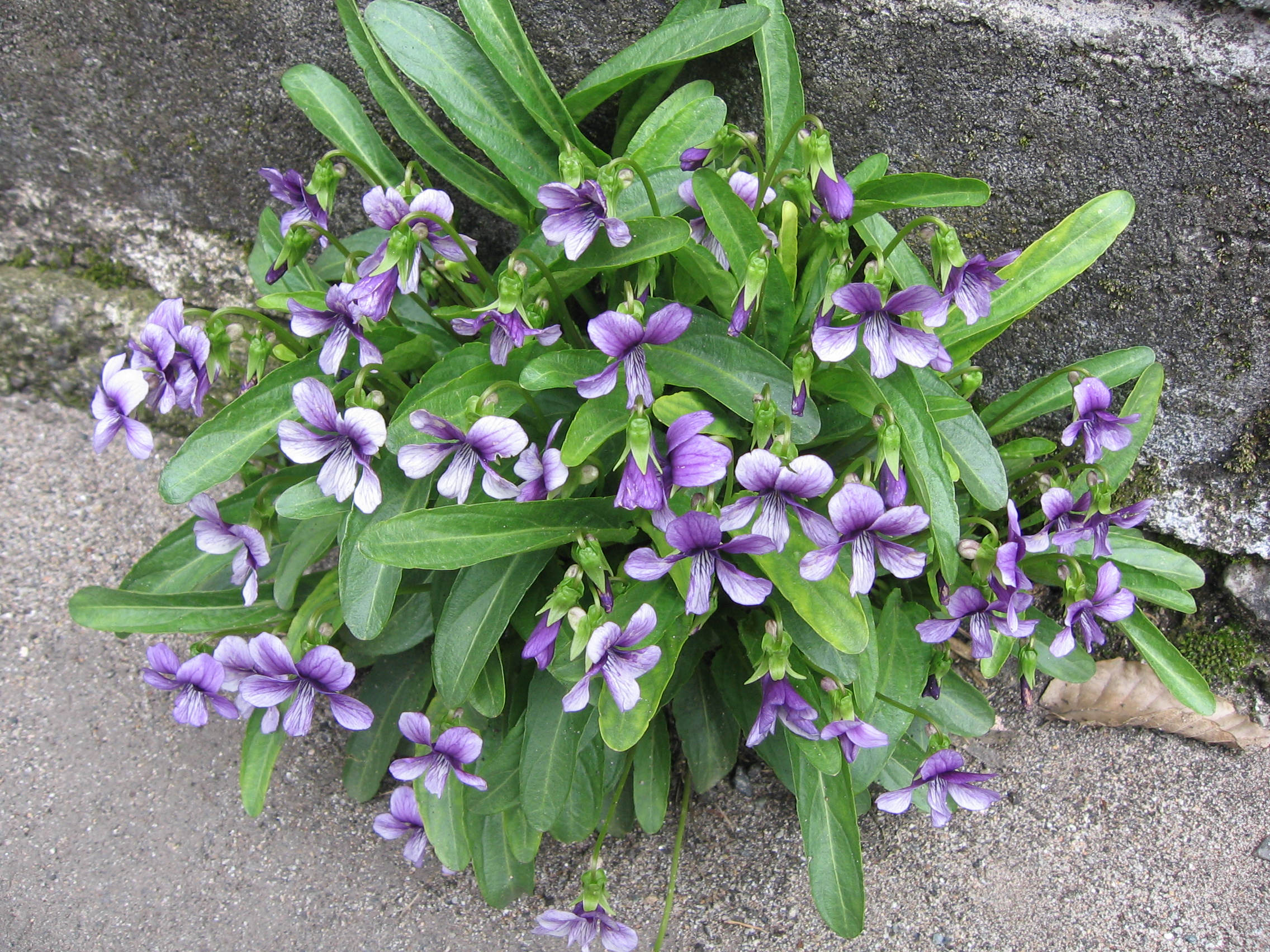
スミレの花

菫色（すみれいろ）は、紫色の一種で、スミレの花弁の色。スミレならびに菫色に相当する英語名"violet"（バイオレット）で表記されることもある。
また、スミレの一種パンジー（pansy）が時に色名としてつかわれることもある。これは、パンジーのうち紫の花弁の色をさすが、一般的な菫色よりもさらに暗くさえた色である。

## 概要
スミレは日本で古くから親しまれていた花である。『万葉集』では菫摘みを詠った短歌などが収められている。いつごろから色名として使われるようになったかは定かではないが、少なくとも平安時代には、装束の重（かさね）の色目として「菫菜」（すみれ）と「壷菫」（つぼすみれ）というのがあった。菫菜は表が紫で裏が薄紫、壷菫は表が紫、裏が薄めの青（今でいう緑）となるような衣装の生地の配色であり、重色目のように紫の配色のたとえとして菫の名が出されたことは確かである。
菫色という言葉が盛んに使われるようになったのは近代以降である。欧文における菫色（英語では"violet"）の訳語として使われるようになった。
一方、西洋における「バイオレット」は、やや赤みを帯びた紫（パープル, purple）に対して、青みを帯びた紫として使われることが多い。もともと古代ローマでは、赤みのかった紫をラテン語"purpura"（プールプラ、貝紫色）、赤と青ほぼ等分のものを"viola"（ウィオラ、もとはスミレの意）、青みがかった色を"hyacinthus"（ヒュアキントゥス、もとはヒヤシンスの意）といった。そのうちhyacinthusは紫をあらわす一般的な色名としては使われなくなり（ただしヒヤシンスの花の色をあらわす固有名としては現在にも残る）、とくにpurpuraの染色が貴重なものであったため、purpuraのほうが紫の代表名となり、英語ではこれが語源のpurpleが標準色名となった。そしてviolaのほうは青みの紫を示すものとして使われ、英語では語形変化してvioletとして使われている。

## 単色光のバイオレット

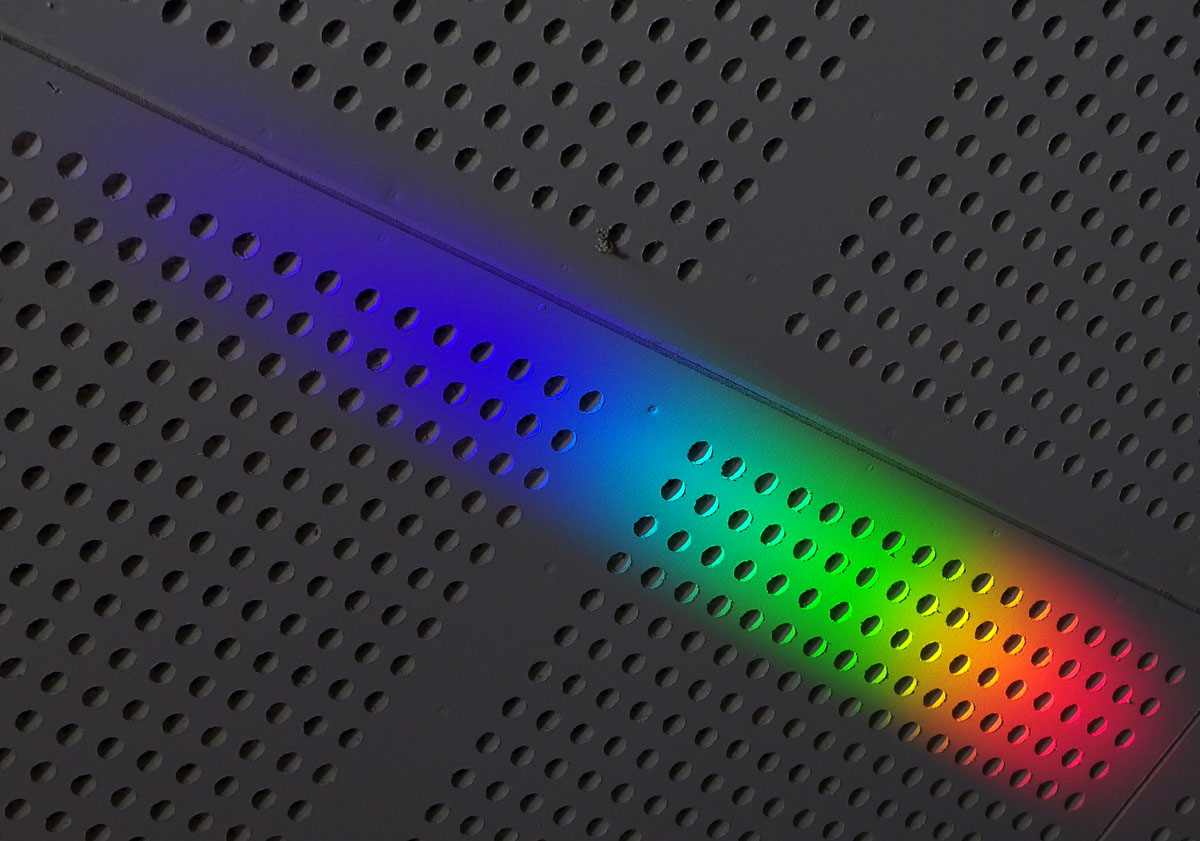
三角プリズムで分光した太陽光

ニュートンの光学研究を筆頭に、虹などの分光された可視光スペクトルにおける最短波長の色は、深い青みの「バイオレット」として知られている。光の三原色は一般に赤、緑、青とされるが、青をバイオレットとする場合もあり、日本産業規格JIS Z 8105「色に関する用語」では光の三原色（加法混色の原色）を赤、緑、青紫（JISの基本色名では英語のバイオレットに対応する）と定義している。
日本語ではこのバイオレットに対する訳語には「菫」を含む様々な言葉が当てられてきたが、現代では「紫」と訳されることが多い。ただしこの「紫」は言語表現上の混乱を含んでおり、一般に「紫」と対応するパープルと混同されることがある。なおニュートンはバイオレット（菫）とパープル（紫）を区別していた。同様に、可視光外の短い波長域 (ultraviolet: UV) のことを現在では「紫外線」と呼ぶが、古くはこれを「董外線（きんがいせん）」と呼んだ。「菫」の字がこうした用語に使われなくなった理由は定かでないが、常用漢字でないことが指摘されている。
なお、このバイオレットよりも赤みであるパープルは単色光の色、スペクトル色としては存在せず、青紫光と赤色光の加法混色により知覚される。

## Webカラーでの定義
ウェブカラーでは、文字や背景の色を指定する際、violetと指定すると、16進数表記で#EE82EEで表現される右図の色を発色することができる。これは一般のバイオレットよりも非常に明るく、赤みが強い。
他にもvioletの派生色として、右に列挙するような色が定義されている。

## JISでの定義
日本産業規格JIS Z 8102「物体色の色名」では、JIS慣用色名として右図のように、菫色とバイオレットが同色として定義されている。一方パンジーも定義されているが、これは別色となっている。
また、色相表現に用いる基本色名の1つである「青紫」に対応する英語表記として、violet（略号V）とpurple blue（略号PB）が示されている。